# Березова Роща (Зональний район)
Бере́зова Ро́ща (рос. Берёзовая Роща) — село у складі Зонального району Алтайського краю, Росія. Входить до складу Плешковської сільської ради.

## Населення
Населення — 1 особа (2010; 20 у 2002).
Національний склад (станом на 2002 рік):
- росіяни — 100 %